# Olivensa mimula
Olivensa mimula är en skalbaggsart som beskrevs av Lane 1965. Olivensa mimula ingår i släktet Olivensa och familjen långhorningar. Inga underarter finns listade i Catalogue of Life.